# Moulay Abdelkrim
Moulay Abdelkrim (franska: Moulay Abdelkrim (CR), Moulay Abdelkrim (Commune Rurale), arabiska: بوشابل) är en kommun i Marocko.   Den ligger i provinsen Taounate och regionen Fès-Meknès, i den nordöstra delen av landet, 150 km öster om huvudstaden Rabat. Antalet invånare är 8 282.